# Renbergsjön
Renbergsjön är en sjö i Storumans kommun i Lappland och ingår i Umeälvens huvudavrinningsområde. Sjön har en area på 1,44 kvadratkilometer och ligger 387,9 meter över havet. Sjön avvattnas av vattendraget Laisbäcken (Sörlidbäcken).

## Delavrinningsområde
Renbergsjön ingår i det delavrinningsområde (723434-155887) som SMHI kallar för Nedlagd mätstation. Medelhöjden är 407 meter över havet och ytan är 7,84 kvadratkilometer. Räknas de 5 avrinningsområdena uppströms in blir den ackumulerade arean 114,32 kvadratkilometer. Laisbäcken (Sörlidbäcken) som avvattnar avrinningsområdet har biflödesordning 2, vilket innebär att vattnet flödar genom totalt 2 vattendrag innan det når havet efter 270 kilometer. Avrinningsområdet består mestadels av skog (73 procent). Avrinningsområdet har 1,48 kvadratkilometer vattenytor vilket ger det en sjöprocent på 18,8 procent.